# Narthecusa
Narthecusa là một chi bướm đêm thuộc họ Geometridae.

## Các loài
- Narthecusa iturina
- Narthecusa kinduensis
- Narthecusa limbolata
- Narthecusa lomelensis
- Narthecusa luteibasis
- Narthecusa melanthiata
- Narthecusa nachtigalii
- Narthecusa nudella
- Narthecusa packardii
- Narthecusa perplexata  (Walker, 1862)
- Narthecusa perspersa
- Narthecusa taeniarcha
- Narthecusa tenuiorata  Walker, 1862
- Narthecusa ugandensis
- Narthecusa zerenaria